# Heino Eller
Heino Eller (in russo Хе́йно Я́нович Э́ллер?, Chejno Janovič Ėller; Tartu, 7 marzo 1887 – Tallinn, 16 giugno 1970) è stato un compositore e docente estone, dal 1944 sovietico.

## Biografia

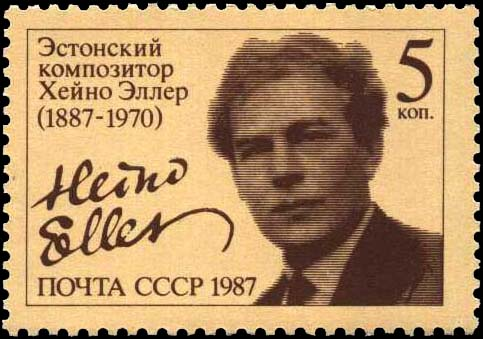
Heino Eller in un francobollo a lui dedicato

Ha iniziato gli studi musicali seguendo lezioni private di teoria musicale e violino (strumento che ha suonato sia da solista che all'interno di diverse formazioni strumentali), prima di iscriversi al Conservatorio di San Pietroburgo frequentandolo nel 1907 - 1908, quindi 1913-1915 e infine 1919-1920, apprendendo violino, pianoforte, composizione musicale e teoria musicale. Interruppe gli studi per entrare a far parte dell'esercito russo durante la prima guerra mondiale. Dopo la laurea nel 1920, ha insegnato da quel periodo composizione e teoria musicale presso la Scuola Superiore di Musica di Tartu ("Tartu Kõrgem Muusikakool"), fino al 1940. Sulla falsariga del francese Gruppo dei Sei e del russo Gruppo dei Cinque, costituì la Scuola di composizione di Tartu che ha formato, in particolare, il suo connazionale Eduard Tubin. Poi, dal 1940 fino alla sua morte nel 1970, Eller è stato docente di composizione al Conservatorio di Tallinn (ora Accademia di Musica e Teatro estone - Eesti-ja Muusika Teatriakadeemia-), che ha avuto come allievi, tra gli altri, Arvo Pärt e Lepo Sumera.
Dopo aver varcato gran parte del ventesimo secolo, la sua musica - rimasta tonale - è stata particolarmente influenzata dall'impressionismo, l'espressionismo e, per citarne alcuni compositori, da Frederic Chopin, Edvard Grieg, Jean Sibelius, senza dimenticare un certo "nazionalismo". Il suo catalogo di opere include molti pezzi per pianoforte, quattro sonate, musica da camera (cinque quartetti per archi) e opere per orchestra (un concerto per violino, tre sinfonie e poemi sinfonici). Si noti che è quasi esclusivamente musica strumentale, a parte alcuni pezzi per voce sola o coro (dieci in tutto).

## Opere (selezione)

### Pianoforte

#### Sonate
- 1920: Nº 1 in la minore;
- 1940: Nº 2 in do diesis minore;
- 1944: Nº 3 in mi bemolle minore;
- 1958: Nº 4 in mi minore.

#### Altro
- 1917: Episodio del tempo della Rivoluzione (revolutsiooniajast Episood) in la minore; Sette preludi, Libro I (Io Seitse prelüüdi I vihik);
- 1920: Sette Preludi, Libro II (Seitse prelüüdi II vihik);
- 1934: Cinque Preludi (Viis prelüüdi); Nocturne (NOKTURN) in bemolle minore;
- 1941: 13 pezzi su motivi estoni (13 pala Eesti motiividel);
- 1946: Sonatina (Sonatiin) in sol minore;
- 1947: Suite Estone (Eesti segue); Quattro opere (Pala lüürilist Neli);
- 1955: Ballata (Ballaad) in do diesis minore;
- 1956: Sonatina (Sonatiin) in fa diesis minore;
- 1961: 12 bagatelle (12 bagatelle).

### Musica da Camera

#### Quartetti per archi
- 1925: Nº 1 in do minore;
- 1930: Nº 2 in fa minore;
- 1945: Nº 3 in re maggiore;
- 1953: Nº 4 in re minore;
- 1959: Nº 5 in sol minore.

#### Opere per violino e pianoforte
- 1916: Fantasia (Fantaasia) in sol minore;
- 1922: Sonata Nº 1 in la minore;
- 1933: valzer di malinconia (titolo originale) in sol minore;
- 1937: Ballata (Ballaad) in si minore;
- 1946: Sonata Nº 2 in re minore;
- 1969: Sonata Nº 3 (incompiuta).

#### Altre opere
- 1915: Piano Trio nº 1 in mi maggiore e nº 2 in fa minore;
- 1921: Poesia (Poeem) per violoncello e pianoforte in la bemolle maggiore;
- 1931: Fantasia (Fantaasia) per violino solo;
- 1935: Meditazione (titolo originale) per contrabbasso e pianoforte in si minore;
- 1940: Avarused per violino solo;
- 1944: Ballata (Ballaad) per violoncello e pianoforte in mi minore.

### Orchestra

#### Sinfonie
- 1936: Nº 1 in modo mixolydio;
- 1947: Nº 2 in mi minore;
- 1961: Nº 3 in do minore.

#### Poemi Sinfonici
- 1917: Crepuscolo (Videvik);
- 1920: Alba (Koit);
- 1921: Grida nella notte (OO hüüded);
- 1924: Fantasmi (Viirastused);
- 1926: All'ombra e al sole (Varjus ja päikesepaistel);
- 1934: Episodio dei tempi della Rivoluzione (Episood revolutsiooniajast) (orchestrazione del brano eponimo per pianoforte 1917);
- 1949: Il volo dell'Aquila (Kotkalend);
- 1951: La canzone dei campi (Laulvad põllud).

#### Opere per orchestra d'archi
- 1928: Nenia in do minore;
- 1931: Elegia (Eleegia) in mi minore, con arpa solista;
- 1942: Musica per archi (keelpillidele Muusika);
- 1945: Suite lirica (Lüüriline sotto);
- 1953: Cinque pezzi per orchestra d'archi (Viis pala keelpilliorkestrile);
- 1967: Sinfonietta (Sümfoniett) in sol minore.

#### Altre opere
- 1921: Scherzo sinfonico (Sümfooniline skertso) in la maggiore;
- 1923: Leggenda sinfonica (leggenda Sümfooniline);
- 1928: Sinfonia burlesca (Burleske Sümfooniline);
- 1934: Concerto per violino in si minore;
- 1939: Suite notturna (Valge oo);
- 1944: Suite di danza (Tantsusüit) Ballata (Ballaad) in mi minore, con il violoncello solo (orchestrazione del brano eponimo per violoncello e pianoforte, dello stesso anno).